# Nagy Sándor (labdarúgó, 1988)
Nagy Sándor (Szolnok, 1988. január 1. –) magyar labdarúgó, jelenleg a Békéscsaba játékosa.

## Pályafutása
Korábban a Kecskeméti TE játékosa is volt, hátvéd illetve védekező középpályás. Ikertestvérével, Nagy Józseffel együtt érkeztek Kecskemétre, nem sokkal az átigazolási szezon vége előtt, 2008 nyarán, ahonnan az év végén távoztak. Korábban a Ferencvárosban együtt nevelkedtek Koszó Balázzsal.

### A 2008/2009-es szezon
A Jászberény elleni kupameccs volt az első tétmérkőzése a lila-fehér csapat színeiben.

## Sikerei, díjai
Gyirmót FC
- Másodosztályú bajnok: 2015-16